# Berchem Sport
Der Koninklijk Berchem Sport 2004 ist ein belgischer Fußballverein aus dem Antwerpener Stadtteil Berchem.

## Geschichte
Am 13. August 1906 gründete sich der Sportverein Berchem Sport, bei dem sich später eine Fußballmannschaft entwickelte. Diese wurde 1908 beim belgischen Fußballverband registriert und stieg 1911 erstmals in den nationalen Ligabereich auf. 
Zur Spielzeit 1922/23 stieg Berchem Sport erstmals in die 1. Division auf, wo die Mannschaft bis zum Abstieg am Ende der Spielzeit 1932/33 verblieb. Nach dem direkten Wiederaufstieg als Zweitligameister spielte die bis zum erneuten Abstieg zwei weitere Spielzeiten in der höchsten Spielklasse.  Zur Spielzeit 1943/44 gelang der erneute Aufstieg, aufgrund des Zweiten Weltkriegs kam der Spielbetrieb jedoch anschließend zum Erliegen. Nach Kriegsende erlebte der Klub eine Blütezeit und wurde jeweils hinter dem RSC Anderlecht in den Spielzeiten 1948/49, 1949/50 und 1950/51 drei Mal in Folge Vizemeister. Mit Albert De Hert stellte der Klub dabei auch zeitweise den Torschützenkönig.
Nach dem Abstieg am Ende der Spielzeit 1959/60 gemeinsam mit dem KFC Beringen avancierte der mittlerweile als Royal Berchem Sport antretende Klub zur zeitweisen Fahrstuhlmannschaft. 1962, 1972 und 1986 wurde der Klub, der 1967 das Prädikat von Royal in Koninklijke geändert hatte, dabei jeweils Zweitligameister. In der Zweitliga-Spielzeit 1989/90 verpasste er dort den Klassenerhalt. Nach finanziellen Problemen restrukturierte sich der Klub nach dem Abstieg in die Viertklassigkeit 2004 in einem Insolvenzverfahren neu, seither tritt er als Koninklijk Berchem Sport 2004 an.